# Сухов, Иван Петрович
Иван Петрович Сухов (1906 — ?) — участник создания РДС-1 (первой советской атомной бомбы), лауреат Сталинской премии.
Родился в 1906 году в с. Пощупово Рязанского уезда Рязанской губернии.
Во время войны — старший инженер КБ № 30 (КБ по гранатам) при заводе № 58 НКБ. Создано: гранаты РГ-41, РГ-42, РПГ-40, РПГ-41, кумулятивная РПГ-43; мины ЯМ-5, ЯМ-5М, ЯМ-5К, ЯМ-10, ТМД-Б.
В 1943 году зачислен на военную службу с присвоением офицерского звания. Уволен с военной службы с 08.05.1956 в звании инженер-подполковник.
До июня 1947 года начальник лаборатории Артиллерийской академии им. Дзержинского.
С июня 1947 г. начальник лаборатории получения инициирующих взрывчатых веществ (ВВ) и разработки капсюлей-детонаторов (КД) КБ-11, с 5 мая 1948 г. начальник отдела экспериментальной отработки электродетонаторов (отдел № 49). Участник создания РДС-1 (первой советской атомной бомбы) и последующих изделий.
Кандидат химических наук.
Сталинская премия по Постановлению СМ СССР № 3044-1304сс от 31 декабря 1953 года — за разработку конструкции основных узлов изделий РДС-6с, РДС-4 и РДС-5
Награждён орденом Красной Звезды (24.01.1944) и медалью «За боевые заслуги» (03.11.1953, за выслугу лет).
Сочинения:
- Бубнов П. Ф., Сухов И. П. Средства инициирования: краткий курс — М.: Оборонгиз, 1945. — 162 с.